# La donna dai tre volti
La donna dai tre volti (The Three Faces of Eve) è un film del 1957 diretto da Nunnally Johnson.

## Trama
Sposata e con una bimba, Eva White è una giovane casalinga semplice e remissiva che periodicamente soffre di fortissime emicranie seguite da dei blackout di memoria. Uno di questi sfocia addirittura nel tentativo, fortunatamente sventato dal marito Ralph, di strangolare sua figlia Bonnie. Consultato lo psichiatra Curtis Luther, questi scoprirà che Eva è affetta da personalità multipla. La donna infatti ospita dentro di sé Eva Black, vivace e disinibita, che detesta suo marito e la figlia "di quell'altra"; costei sa tutto di Eva White mentre quest'ultima non sa nulla della sua controparte nubile che inizia a trascorrere intere notti a ballare, cantare e ubriacarsi nei locali in compagnia di diversi uomini. Si pensa perciò a ricoverare Eva per un certo periodo nella clinica psichiatrica universitaria diretta dal dottor Luther però la donna peggiora ulteriormente. Esasperato da tutto ciò e pensando soprattutto alla propria reputazione, Ralph la lascia negandole anche l'affido della bambina.
Luther, coadiuvato da un suo collega, il dottor Francis Day, cerca di scavare nei ricordi d'infanzia della paziente ma inutilmente. Lo psichiatra ricorre così all'ipnosi nel suo studio giungendo a scoprire la presenza di una terza donna che, come le altre due, non ricorda il proprio passato e non sa il suo nome; il medico la chiama «Jane»: è l'unica con una personalità equilibrata ed è a conoscenza delle due Eva mentre loro finora non sapevano di lei. Il dottore chiede dei ricordi d'infanzia anche a Jane e lei inizia a raccontare un fatto: sua nonna morì e nonostante la sua paura venne obbligata dai genitori a baciarla; ciò causò un profondo trauma psichico da cui scaturirono le personalità multiple.
Jane inizia gradualmente a ricordare il proprio passato e all'improvviso si accorge di essere rimasta da sola: le altre due personalità sono scomparse per lasciar posto alla sola Jane che ne rappresenta il punto d'equilibrio. Finalmente guarita Eva si risposerà con Ed.

## Produzione
Il film fa riferimento, non fedelmente, al vero caso di una donna sofferente di dissociazione mentale, Chris Costner-Sizemore, descritto nel libro di Corbett Thigpen e Hervey Cleckley The Three Faces of Eve, i cui diritti cinematografici furono acquistati dal regista Nunnally Johnson. Un caso analogo, rappresentato dal romanzo del 1954 di Shirley Jackson, The Birds' Nest, è stato descritto nel film La donna delle tenebre.
Per il ruolo dello psichiatra Curtis Luther venne inizialmente scelto Orson Welles, ma egli declinò per poter girare L'infernale Quinlan.
Per il ruolo della protagonista si pensò inizialmente a Carroll Baker, poi sostituita da Joanne Woodward, che con questo film vinse il premio Oscar 1957.

## Critica
(Leo Pestelli su La Stampa del 15 settembre 1957)

## Riconoscimenti
- Premi Oscar 1958: Oscar alla miglior attrice a Joanne Woodward
- Premi BAFTA 1958: BAFTA alla migliore attrice protagonista a Joanne Woodward
- Golden Globe 1958: Golden Globe per la migliore attrice in un film drammatico a Joanne Woodward
- National Board of Review Awards 1957: National Board of Review Award alla miglior attrice a Joanne Woodward